# KKKill the Fetus
KKKill the Fetus este al treilea album de studio al lui Esham A. Smith. Lansat în 1993, versurile albumului se concentrează pe subiecte precum avortul sau crima. Albumul, denumit iconic pentru stilul horrorcore, a fost lăudat pentru versurile și producția reprezentativă genului.

## Versuri și muzică
Piesa ce poartă numele albumului le încurajază pe femeile consumatoare de droguri să facă avort, decât să permită copiilor să fie crescuți într-un mod inadecvat. Majoritatea cântecelor sunt scurte și bazate pe sample-uri.

## Recepție
Într-o recenzie la album, Jason Birchmeier a scris că „În acest punct al carierei sale, muzica sa atinsese aproape nivelul maxim, iar producția sa prezenta o cale continuă către inventivitate”.
În 2009, revista Fangoria a numit albumul ca fiind iconic pentru stilul horrorcore.

## Ordinea pieselor pe disc
| Nr. | Titlu                                          | Lungime |  |
| 1.  | „What Is Evil”                                 | 2:17    |  |
| 2.  | „Symptoms of Insanity”                         | 3:12    |  |
| 3.  | „Runnin' From Me!”                             | 1:43    |  |
| 4.  | „Voices in My Head”                            | 3:07    |  |
| 5.  | „No Singing/Misery”                            | 3:25    |  |
| 6.  | „Jackie”                                       | 2:37    |  |
| 7.  | „Game of Death” (împreună cu Mastamind și TNT) | 4:16    |  |
| 8.  | „Headache/Wet Day Dreamer”                     | 2:31    |  |
| 9.  | „Hot Booty”                                    | 2:59    |  |
| 10. | „I Thought U Knew”                             | 3:23    |  |
| 11. | „If This Ain't Hell”                           | 4:00    |  |
| 12. | „My Understanding Is Zero”                     | 1:25    |  |
| 13. | „Perpetration”                                 | 2:56    |  |
| 14. | „Freak Nasty”                                  | 3:19    |  |
| 15. | „Headhunter” (împreună cu Mastamind)           | 3:35    |  |
| 16. | „KKKill the Fetus”                             | 4:47    |  |
| 17. | „Don't Blame Me”                               | 3:23    |  |
| 18. | „You Still Hoe'n”                              | 2:39    |  |
| 19. | „Sunshine”                                     | 3:33    |  |
| 20. | „My Mind's Blowin' Up!”                        | 3:38    |  |
| 21. | „Get on Down”                                  | 3:13    |  |
| 22. | „666”                                          | 3:33    |  |
| 23. | „Hellterskkkelter”                             | 3:47    |  |